# ویلیام اندروز کلارک جونیور
ویلیام اندروز کلارک جونیور (.William Andrews Clark Jr) (زادهٔ ۲۹ مارس ۱۸۷۷- درگذشتهٔ ۱۴ ژوئن ۱۹۳۴)، نوع‌دوست ساکن لس‌آنجلس و کوچک‌ترین پسر بازماندهٔ ویلیام اندروز کلارک، از بزرگان صنعت مس و سناتور آمریکایی و همسر اول وی، کاترین بود.

## اوایل زندگی
ویلیام اندروز کلارک جونیور در ۲۹ مارس ۱۸۷۷ در دیر لاج، مونتانا چشم به جهان گشود. پدرش، ویلیام ای. کلارک و مادرش، کاترین لوئیز استافر بودند. او در فرانسه و ایالت نیویورک آمریکا تحصیل کرد و در سال ۱۸۹۹ با اخذ مدرک کارشناسی حقوق از دانشگاه ویرجینیا فارغ‌التحصیل شد.

## حرفه و سرگرمی‌ها
کلارک یکی از شرکای شرکت حقوقی کلارک و روت در بوت، مونتانا بود. او همچنین در هیئت‌مدیرهٔ چندین شرکت معدنی و وابسته به صنایع متعلق به پدرش، فعالیت می‌کرد.

### مجموعهٔ کتاب
در اواسط دههٔ ۱۹۱۰ میلادی، کلارک برای تفریح و سرگرمی، شروع به جمع‌آوری مجموعه‌کتاب‌های تاریخی و مطبوعات فاخر کرد (قبلاً نیز برای سرگرمی کتاب می‌خرید). در سال ۱۹۱۹، کلارک با استخدامِ رابرت ای. کوان، کتاب‌شناس، کوشید از راهنمایی‌های او در خریدن کتاب‌های مناسب و نیز تدوین فهرست کتب کتابخانه بهره ببرد. در سال ۱۹۲۰، جان هنری نش اهل سان‌فرانسیسکو، اولین نسخه از این فهرست را منتشر کرد.

### بشردوستی
کلارک، فیلارمونیک لس‌آنجلس را بنیان نهاد که در سال ۱۹۱۹ در سالن اجتماعات ترینیتی فعالیتش را آغاز کرد. پس از مرگ کلارک در سال ۱۹۳۴، کتاب‌خانهٔ شخصی‌اش که شامل کتب و نسخ خطی کمیاب بود، تحت عنوان «کتاب‌خانهٔ یادبود ویلیام اندروز کلارک» به دانشگاه کالیفرنیا، لس‌آنجلس اهدا شد. وی همچنین برای ساخت هالیوود بول کمک مالی کرد.

## زندگی شخصی
در سال ۱۹۰۲، کلارک با میبل دافیلد فاستر (زادهٔ ۱۸۸۰ – درگذشتهٔ ۱۹۰۳) ازدواج کرد. همسرش پس از تولد پسرشان، بر اثر ابتلا به بیماری سپتیسمی درگذشت.
- ویلیام اندروز کلارک سوم (زادهٔ ۱۹۰۲ – درگذشتهٔ ۱۹۳۲) در سال ۱۹۳۲ بر اثر سانحهٔ هوایی در آریزونا چشم از جهان فروبست.[۴]

در سال ۱۹۰۷، کلارک با آلیس مک مأنوس (زادهٔ ۱۸۸۳ – درگذشتهٔ ۱۹۱۶) که بومی نوادا بود، ازدواج کرد. آن‌ها پس از ازدواج در اوایل دههٔ ۱۹۱۰ به لس‌آنجلس مهاجرت کردند. (شهر کلارک، نوادا به افتخار پدرش نام‌گذاری شده‌است). خانهٔ این زوج در بلوار آدامز و خیابان سیمارون در زمینی است که امروزه کتاب‌خانهٔ کلارک در آن قرار دارد.
کلارک همچنین روابط عاشقانه‌ای با مردان داشت. در میان معشوقه‌هایش، هریسون پست بارز و برجسته بود. او مجموعه‌نامه‌های اسکار وایلد کلارک به لرد آلفرد داگلاس را رونویسی می‌کرد. کلارک همچنین مسئولیت طراحی داخلی کتاب‌خانهٔ کلارک را به هریسون پست سپرد. بر اساس گفتهٔ کارکنان کتابخانه، تصویر ۱۳ مرد برهنه روی سقف منقش کتابخانه، همگی سیمای هریسون پست داشتند. پست در عمارتی روبه‌روی خانهٔ کلارک در خیابان سیمارون زندگی می‌کرد. پس از مرگ کلارک، هریسون پست ثروت هنگفتی از او به میراث برد.

### مرگ
کلارک در ۱۴ ژوئن ۱۹۳۴ در سالمون لیک، مونتانا چشم از جهان فروبست. او در مقبرهٔ خانوادگی که خود در جزیره‌ای در دریاچهٔ سیلوان واقع در قبرستان ابدی هالیوود ساخته بود، به خاک سپرده شد. هر دو همسر و پسر وی نیز در این مقبره دفن شده-اند.